# Siegfried Matthus
Siegfried Matthus   (Zadorozhye i Alemanya, 13 d'abril de 1934 - Stolzenhagen, 27 d'agost de 2021) va ser un compositor i director d'òpera alemany. És considerat un dels compositors contemporanis més sovint interpretats a Alemanya.

## Biografia
Matthus va estudiar a secundària a Rheinsberg, seguit per estudis a la "Hochschule für Musik" "Hanns Eisler" de Berlín. Després de graduar-se, va continuar els seus estudis de composició amb Rudolf Wagner-Régeny i Hanns Eisler, i poc després va ser el compositor més jove de la residència a la història de la Òpera Còmica de Berlín per Walter Felsenstein. Matthus va escriure més d'una dotzena d'obres escèniques. L'òpera Die Weise von Liebe und Tod des Cornets Christoph Rilke (La cançó d'amor i mort de Cornet Christoph Rilke) després de Rainer Maria Rilkees va completar el 1983, es va representar per primera vegada a Dresden el 1985, interpretada també per exemple per la "Glyndebourne Touring Opera" el 1993. L'òpera Graf Mirabeau (1987-88) es va ambientar durant la Revolució Francesa. Es va encarregar pel 200è aniversari del Dia de la Bastilla i va gaudir de produccions simultànies tant a Alemanya oriental com occidental, així com a Txecoslovàquia, la Unió Soviètica i França. L'òpera també ha estat gravada per l'Òpera Estatal de Berlín. Altres enregistraments d'òpera inclouen la seva "visió d'òpera" Judith, basada en l'Antic Testament (1984) de la "Komische Oper Berlin" i el seu Der letzte Schuss amb la Berlin Radio Symphony Orchestra. El 2003 va compondre la música tant per a un ballet i una adaptació de l'òpera de Michael Ende The Neverending Story.
Matthus també va ser un prolífic compositor d'obres per a orquestra, així com composicions de cambra i recital. Va tenir una estreta relació de treball amb el director d'orquestra Kurt Masur, que ha presentat moltes estrenes mundials de la seva música, inclosa la que Matthus va anomenar "l'encàrrec de la meva vida", un Te Deum per a la consagració de la "Dresden Frauenkirche", emès en directe l'11 de novembre de 2005. Les seves obres s'ofereixen en més de vint enregistraments de diverses de les principals orquestres simfòniques d'Alemanya i conjunts de música de cambra.
Matthus va ser el director artístic del "Kammeroper Rheinsberg" des del 1991. També va ser fundador i director del festival de música de Rheinsberg i ciutadà d'honor de la ciutat de Rheinsberg.
El 25 de gener de 2009, Leon Botstein i l'Orquestra Simfònica Americana van presentar l'estrena a Nova York de Responso de Matthus, una simfonia de quatre moviments escrita el 1977.

## Òperes
- 1960–63 Lazarillo von Tormes
- 1966/67 Der letzte Schuss (L'últim tret)
- 1971 Noch einen Löffel Gift, Liebling? (Another Spoonful of Poison, Darling?) (Òpera còmica del crim de Peter Hacks després de la comèdia Risky Marriage de Saul O'Hara)
- 1972–74 Omphale (de Peter Hacks)
- 1974 Mario el Mag
- 1983/84 Die Weise von Liebe und Tod des Cornets Christoph Rilke (La cançó d'amor i mort de Cornet Christoph Rilke) (després de Rilke)
- 1982–84 Judith (després de Friedrich Hebbel)
- 1987/88 Graf Mirabeau
- 1990 Judith Premier nord-americana a l'Operapera de Santa Fe
- 1990/91 Desdemona und ihre Schwestern (Desdemona and her Sisters) (després de Christine Brückner)
- 1998 Farinelli oder die Macht des Gesanges (Farinelli o El poder del cant)
- 1998/99 Kronprinz Friedrich (llibret de Thomas Höft)
- 2003 Die unendliche Geschichte (després de La història interminable de Michael Ende per encàrrec del Departament de Cultura de Renània-Palatinat, llibret d'Anton Perrey)